# Nebesa (Aš)
Nebesa (německy Himmelreich, dříve Egrisch Reuth) jsou osada, část města Aš v okrese Cheb v Karlovarském kraji. Leží v nadmořské výšce 685 metrů. 
Rozloha Nebes je poměrně velká, ale většinu z ní pokrývají lesy. Nebesa leží tři kilometry od Aše, mezi Mokřinami a Výhledy.
Zachována zůstala kaple Panny Marie z roku 1907, a hostinský dům, který je dodnes častým cílem nejen českých, ale i německých turistů.

## Historie
První písemná zmínka o Nebesích pochází z roku 1598. Během sedmileté války bylo poblíž Nebes vystavěno rakouským maršálem Macquirem polní opevnění, kde se rakouské oddíly 8. a 9. května 1759 střetly s pruským vojskem generála von Fincka. Původně vesnice patřila k okresu Cheb, ale poté co byl založen ašský okres, připadla jemu. Krátce nato se stala samostatnou obcí i přes to, že počet obyvatel Nebes nikdy nepřekročil hranici 152 osob. Do roku 1800 vedla Nebesy poštovní silnice, která byla ve velmi špatném stavu. Podle historických dokumentů toto potvrzuje i básník Goethe, který tudy projížděl. Silnice, která vede Nebesy dnes, leží na jiném místě. V roce 1907 nechal na tehdejším náměstíčku vystavět nebeský lesní Glaser kapličku Panny Marie, která nyní spadá pod ašskou katolickou faru. Nejvyššího počtu obyvatel dosáhly Nebesa v roce 1930, kdy zde žilo v 19 domech 152 lidí. Po skončení 2. světové války, kdy bylo vysídleno německé obyvatelstvo, počet obyvatel klesl o více než polovinu. Během následujících let stále jen klesal až na 11 domů a 13 obyvatel v roce 2001.

## Obyvatelstvo
Při sčítání lidu v roce 1921 zde žilo 120 obyvatel, z toho 113 obyvatel německé národnosti a sedm cizozemců. K římskokatolické církvi se hlásilo 92 obyvatel, 28 k evangelické církvi.
| Rok                                                        | 1869 | 1880 | 1890 | 1900 | 1910 | 1921 | 1930 | 1950 | 1961 | 1970 | 1980 | 1991 | 2001 | 2011 | 2021 |
| ---------------------------------------------------------- | ---- | ---- | ---- | ---- | ---- | ---- | ---- | ---- | ---- | ---- | ---- | ---- | ---- | ---- | ---- |
| Počet obyvatel                                             | 122  | 125  | 107  | 142  | 138  | 120  | 152  | 65   | 58   | 30   | 18   | 19   | 13   | 36   | 27   |
| Počet domů                                                 | 13   | 13   | 15   | 17   | 18   | 18   | 19   | 24   | -    | 11   | 9    | 8    | 11   | 13   | 11   |
| Počet domů v roce 1961 je zahrnut v počtu domů v Mokřinách |      |      |      |      |      |      |      |      |      |      |      |      |      |      |      |

## Obecní správa
Při sčítání lidu v letech 1850–1920 Nebesa byla osadou obce Skalka v okrese Aš. V letech 1921–1959 byla samostatnou obcí v okrese Aš. V letech 1960–1975 byla částí obce Mokřiny v okrese Cheb. Od 1. ledna 1976 je částí města Aš v okrese Cheb.

## Pamětihodnosti
- kaple Panny Marie z roku 1907
- krucifix z roku 1862